# Centaurea oriolii-bolosii
Centaurea oriolii-bolosii là một loài thực vật có hoa trong họ Cúc. Loài này được Fern.Casas mô tả khoa học đầu tiên năm 1997.